# Douglas Turner
Douglas Turner (fl. XX secolo) è stato un tennista statunitense.
Disputò i tornei di singolare e doppio di tennis ai Giochi olimpici di Saint Louis 1904. Nel torneo singolare fu sconfitto ai sedicesimi mentre nel torneo di doppio, assieme a Andrew Drew, fu sconfitto agli ottavi.